# SpywareBlaster
SpywareBlaster es un programa antispyware y antiadware para Microsoft Windows.

## Funcionamiento
SpywareBlaster previene la descarga, instalación y ejecución de la mayoría de spyware, adware, secuestradores de navegadores, dialers y otros programas maliciosos basados en ActiveX. SpywareBlaster trabaja con base en "listas negras" (Activando el "Killbit") los Clsid de los programas malware conocidos, evitando efectivamente que puedan infectar el computador protegido. Este enfoque se diferencia de muchos otros programas anti-spyware, que típicamente ofrecen al usuario una posibilidad para explorar el disco duro y la memoria del computador para eliminar el software indeseado, después de que éste se haya instalado.
SpywareBlaster también permite al usuario prevenir riesgos de privacidad como las cookies de seguimiento. Otra característica es la capacidad de restringir las acciones de sitios web conocidos como distribuidores de adware y pitos
```
spyware. SpywareBlaster soporta varios 
navegadores web
, incluyendo 
Internet Explorer
, 
Mozilla Firefox
 y 
Google Chrome
.
```

SpywareBlaster se distribuye actualmente como freeware, para los usuarios no comerciales.